# Državna cesta D5

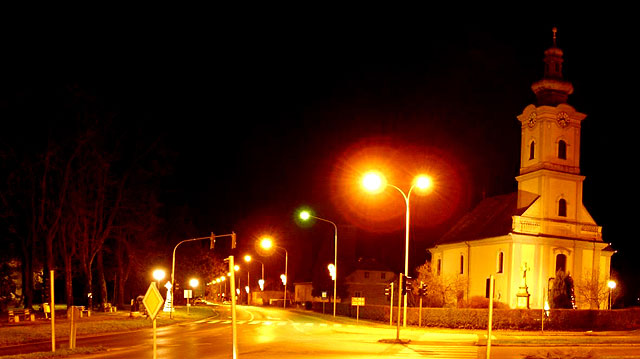
Die Straße in Grubišno Polje (Aufnahme 2007)

Die Državna cesta D5 (kroatisch für ,Nationalstraße D5‘), zugleich Europastraße 661, ist eine Nationalstraße in Kroatien. Die Straße führt in Anschluss an die M16 (Bosnien und Herzegowina) von der Grenze zu Bosnien und Herzegowina bei Stara Gradiška an der Save durch die Posavina nach Norden über die Autocesta A3 bei deren Ausfahrt Okučani. Weiter verläuft sie, die Landschaft Slawonien querend, über Pakrac und Daruvar nach Virovitica. Schließlich führt sie zur Drau, die sie südlich des in Ungarn gelegenen Barcs quert und dabei die kroatisch-ungarische Grenze überschreitet. Dort geht sie in die ungarischen 6-os főút und 68-as főút über.

## Geschichte
Während des Bestehens der SFR Jugoslawien trug die Straße die Nummer 9 und setzte sich über Banja Luka und Jajce bis Sinj fort.